# Piłka wodna na Igrzyskach Europejskich 2015
Turniej w piłce wodnej podczas pierwszych igrzysk europejskich w Baku został rozegrany w dniach 12–21 czerwca 2015 roku. Udział wzięło łącznie 364 zawodników. W związku z porozumieniem z Europejską Federacją Pływacką wystąpiły reprezentacje juniorów w wieku do 17 lat.

## Kwalifikacje
Udział na igrzyskach europejskich w Baku zapewniło sobie w przypadku mężczyzn 16 reprezentacji, a w przypadku kobiet – 12. Do turnieju mężczyzn zakwalifikowało się 7 najlepszych drużyn mistrzostw Europy juniorów w 2013 roku rozegranych na Malcie. Kolejne 8 reprezentacji zakwalifikowało się dzięki mistrzostw Europy juniorów w 2015 roku. Natomiast przepustkę na udział w turnieju kobiet otrzymało 5 najlepszych zespołów na mistrzostwach Europy juniorów w 2013 roku w Stambule. Ostatnie 6 miejsc przypadło najlepszym reprezentacjom mistrzostw Europy juniorów w 2015 roku.

## Medaliści
| Konkurencja | Złoto  | Srebro    | Brąz   |
| Mężczyźni   | Serbia | Hiszpania | Grecja |
| Kobiety     | Rosja  | Hiszpania | Grecja |

## Tabela medalowa
| Pozycja | Reprezentacja | Złoto | Srebro | Brąz | Suma |
| 1.      | Rosja         | 1     | 0      | 0    | 1    |
| 1.      | Serbia        | 1     | 0      | 0    | 1    |
| 3.      | Hiszpania     | 0     | 2      | 0    | 2    |
| 4.      | Grecja        | 0     | 0      | 2    | 2    |